# Juliane Elander Rasmussen
Juliane Elander Rasmussen (født 17. februar 1979 i Odder) er en dansk letvægtsroer, der ved OL i London 2012 deltog i sit tredje olympiske lege. Hun har vundet to World Cup-løb i dobbeltsculler samt i alt fire VM-medaljer i letvægtsroning: To sølv og to bronze (sølv ved VM 2005 og 2006 i letvægtsfirer, bronze ved VM 2007 i letvægtsdobbeltsculler og slutteligt bronze ved VM 2009 i letvægtssinglesculler).
Hun stiller op for Odder Roklub.

## Sportskarriere
Elander begyndte at ro som fjortenårig, men tog først for alvor fat på eliteplan et par år senere. Hun kom på landsholdet i 2001. Hun var første gang med til OL i 2004 i Athen, hvor hun udgjorde dobbeltsculleren sammen med Johanne Thomsen. I deres indledende heat blev de nummer tre, hvilket førte dem i opsamlingsheat, hvor de ligeledes blev nummer tre. Dette var nok til at sikre semifinalepladsen, hvor en femteplads ikke var nok til A-finalen. I B-finalen kom parret i mål som nummer 2, hvorved de endte på en samlet tiendeplads.
Sammen med Katrin Olsen deltog hun i letvægtsdobbeltsculleren i OL i Beijing 2008, hvor parret med en andenplads i det indledende heat kvalificerede sig direkte til semifinalen. Her blev de nummer fire, under 1,5 sekund fra den tredjeplads, der gav A-finaleplads. Elander og Olsen vandt B-finalen og blev dermed samlet nummer syv.
Ved OL 2012 stillede hun op sammen med den tidligere kajakroer Anne Lolk, som Elander i 2009 henvendte sig til med henblik på at kvalificere sig til OL. Lolk havde den nødvendige styrke, hvorpå den tekniske omskoling var den største udfordring, men det lykkedes, og parret kvalificerede sig til OL med en ottendeplads ved VM i Bled i september 2011.
Elander og Lolk opnåede en fjerdeplads til OL i London.
Ved siden af den traditionelle roning dyrker Elander også ergometerroning. I denne disciplin satte hun  verdensrekord på 6000 m i 2006. I 2012 satte hun en ny verdensrekord, idet hun på 20 minutter nåede 5.432 m, hvilket var en forbedring på 17 m i forhold til den tidligere rekord.

## Privatliv
Juliane Elander er gift med Mads Rasmussen, der selv er eliteroer. Parret har to døtre (født 2010 og 2013) og bor i København. Elander er medejer af firmaet Athletes Own Sportswear, der fremstiller tøj til roere.